# Bierstedt
Bierstedt is een voormalige gemeente in de Duitse deelstaat Saksen-Anhalt, en maakt deel uit van de Landkreis Altmarkkreis Salzwedel. Op 1 januari 2009 zijn Bierstedt en Ahlum samengevoegd met de gemeente Rohrberg. Bierstedt telt 165 inwoners.